# Потамон Єгиптянин
Потамон Єгиптянин, також Потамон Гераклейський, Потамон Александрійський — християнський мученик IV століття, єпископ Гераклеї в Єгипті, учасник Першого Нікейського собору. День пам'яті у католицькій церкві — 18 травня.

## Біографія
Про життя Потамона досить мало відомостей. Він був єпископом Гераклеї в Єгипті. Став сповідником за часів імператора Галерія. Під час гонінь християн імператором Максиміном Дазою у 310 році за те, що відкрито сповідував свою віру, йому вибрали одне око та скалічили ноги. 
325 року Потамон брав участь у Першому Нікейському соборі. Ревно виступав про аріан. Він супроводжував і захищав святого Афанасія на соборі в Тирі 335 року. Коли аріанський єпископ Григорій Каппадокійський у 339 році узурпував патріаршу кафедру святого Афанасія, він разом із Філагрієм, префектом Єгипту, об’їздив увесь Єгипет, переслідуючи противників аріанства. Святого Потамона за їхнім наказом сильно побили кийками по спині та залишили вмирати. Однак за допомогою ліків він прийшов до себе, але помер через два роки, у 341 році.